# كشي أوكوبو
كشي أوكوبو (باليابانية: 大久保 剛志) (14 يونيو 1986 في إيوانوما في اليابان – )؛ هو لاعب كرة قدم ياباني سابق كان يلعب كمهاجم.

## وصلات خارجية
- كشي أوكوبو على موقع رابطة كرة القدم اليابانية للمحترفين (اليابانية)
- كشي أوكوبو على موقع قاعدة بيانات كرة القدم.إي يو (الإنجليزية)
- كشي أوكوبو على موقع Soccerway.com (الإنجليزية)
- كشي أوكوبو على موقع عالم كرة القدم.نت (الإنجليزية)
- كشي أوكوبو على موقع كووورة